# Katedrála svatého Petra (Řezno)
Katedrála svatého Petra (Řezno), případně Řezenský dóm je nejdůležitější kostel ve městě Řezno a katedrální chrám Řezenské diecéze. Spolu s kolínskou katedrálou je jednou z nejvýznamnějších gotických katedrál v Německu, tvoří součást areálu starého města, který byl prohlášen za Světové dědictví Unesco. Roku 845 se zde konal křest čtrnácti českých knížat. Pro počátky a rozvoj české církve a její správu měly tento chrám, biskupská kapitula a řezenská diecéze zásadní význam.

## Historie
První křesťanský kostel stál severně od římského hradu Castra Regina, a východně od současného dómu, na místě pozdějšího Niedermünsteru, možná již ve 4. století a byl v něm pohřben misionář sv. Erhard z Řezna. Byla to sálová stavba s pravoúhlým chórem na půdorysu 21,5 x 8,6 metru. Dlouho se o ní nevědělo, část křížové chodby byla zjištěna archeologickým výzkumem z let 1924-1925 a další zdivo objeveno v roce 1990.
Karolínský dóm založil vévoda Tassilo III. Bavorský z rodu Agilofingů jako druhý řezenský chrám západně od předchozího kostela, již na místě dnešního dómu. Byla to trojlodní bazilika s půlkruhovou apsidou, atriem a křestní kaplí sv. Jana. Prodloužením této stavby na západ vznikla otonská stavba se západním chórem z 10. století. Tento kostel v letech 1152-1176 vyhořel. Zachovaly se fragmenty zdiva, část z takzvané Oslí věže a kaple Všech svatých.

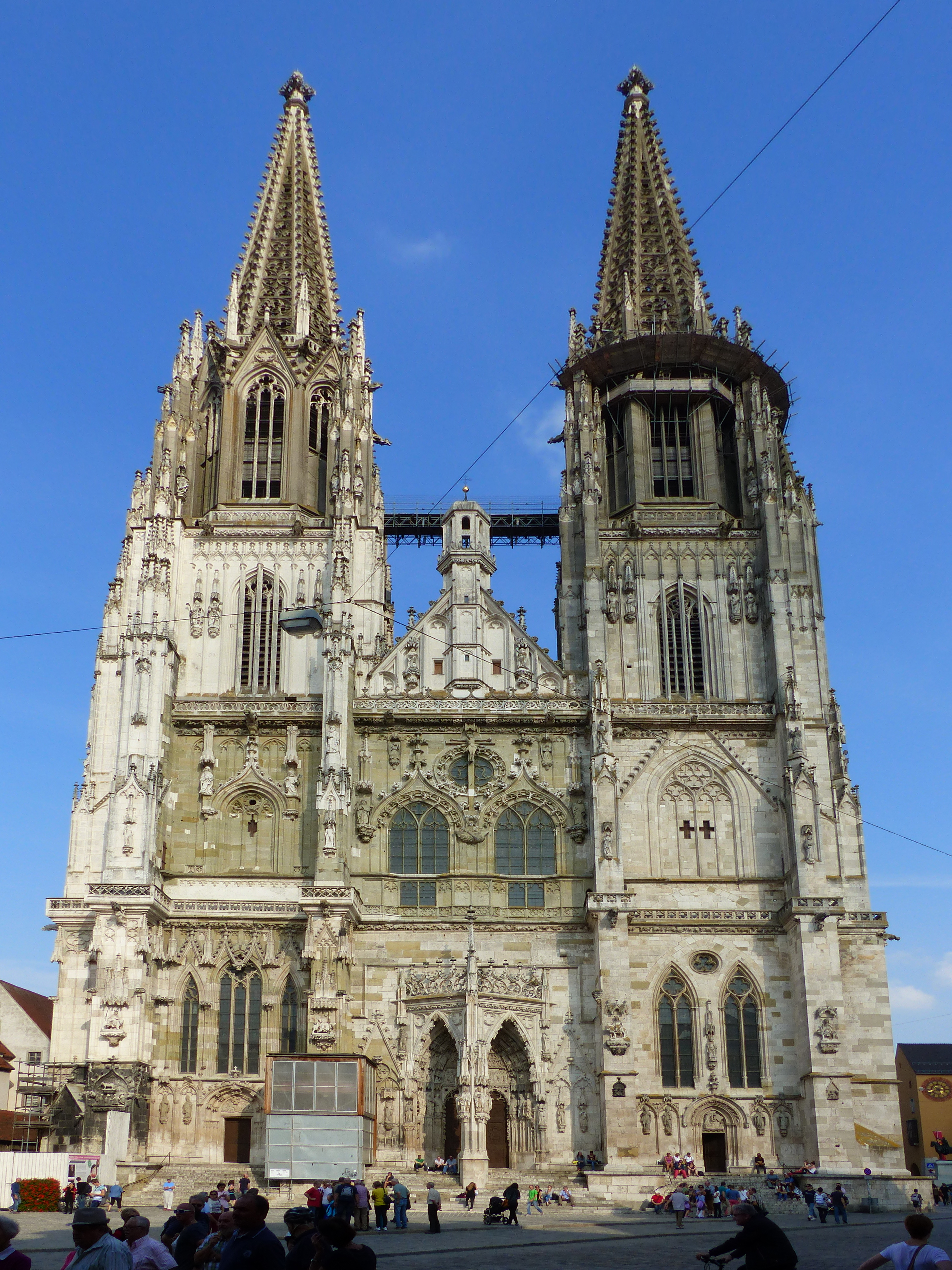
Západní průčelí dómu

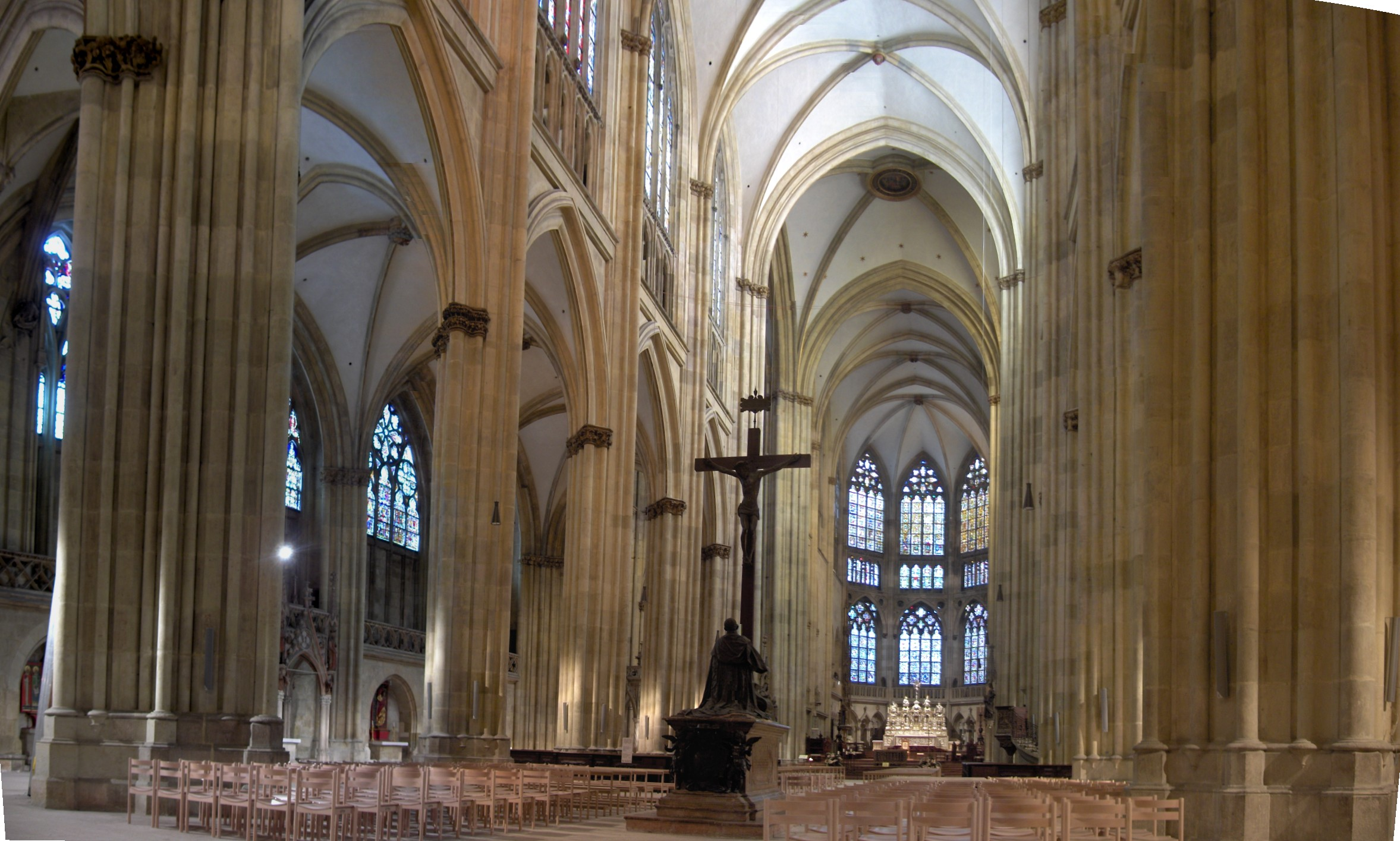
Hlavní chór

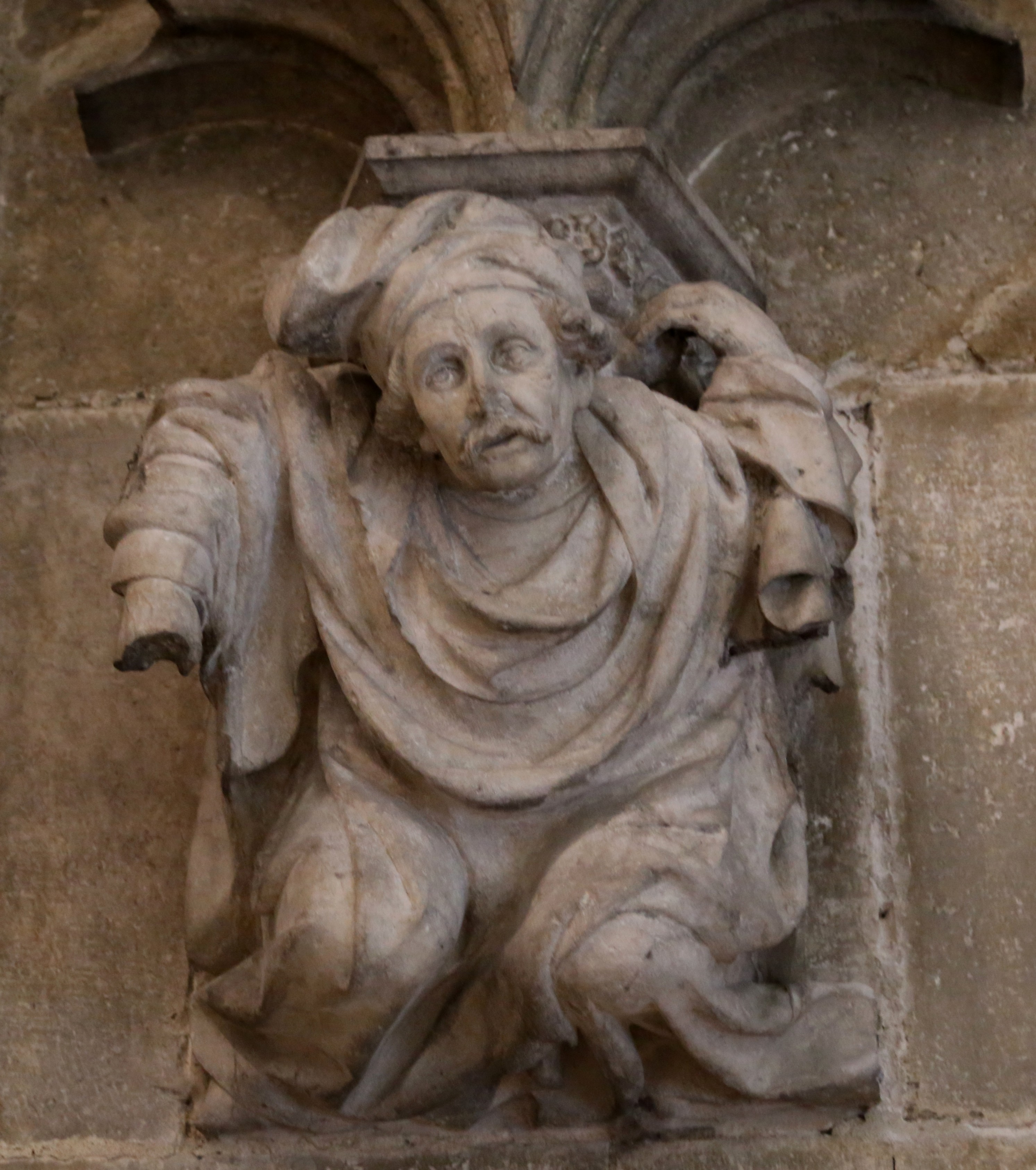
Autoportrét kameníka z rodiny Roritzerů, stavitelů dómu z let 1400-1514

Gotický dóm byl oznámen zprávami z let 1250–1264. 30. června 1254 byla stará katedrála znovu vysvěcena a papež Inocenc IV. odpustkovou listinou vyzval věříci k návštěvě a finanční podpoře. Brzy začala novostavba, počínaje křížovou chodbou kapituly. Dóm nestojí přesně na základech staré stavby, obvodové zdi jsou posunuty asi o dva metry k jihozápadu. Roku 1273 došlo opět k požáru. Přesto byl první oltář nového dómu vysvěcen již 30. června 1276. Roku 1341 začala stavba jižní věže, po roce 1381 také severní věže. V letech 1400-1514 na stavbě pracovalo nejméně pět členů rodiny Roritzerů, stavitelů a kameníků. Roku 1450-1460 byly věže propojeny západním průčelím a pokračovala stavba v interiéru s kupolí v křížení, která byla dokončena roku 1486. Roku 1525 byla celá stavba dokončena.
Barokizace dómu začala za biskupa Alberta IV. z Törringu (1613-1649) dvěma mramorovými oltáři a pokračovala od roku 1697 barokními klenbami kupole se štukaturami a freskami bratří Carloneů. Postupně se měnilo celé vnitřní vybavení kostela, byla postavena kruchta, varhany a oratoř, pořízeny chórové lavice a nové oltáře, na konci 18. století měl dóm 17 barokních oltářů, výmalba byla laděna do žlutých tónů a sloupy zlacené.
Novogotická dostavba podle zásad purismu byla zahájena roku 1828, když bavorský král Ludvík I. objednal do dómu nové sklomalby. V letech 1828-1841 následovala novogotická přestavba podle plánů architekta Fridricha Gärtnera. Byla odstraněna barokní kupole, barokní oltáře, štukatury, stržena barokní chórová přepážka a oratoře. Přestože většina dómu je vystavěna z vápence, dostavba byla provedena z nazelenalého tmavého pískovce. Dostavba dvou západních věží se uskutečnila v letech 1859 až 1869.
Od roku 1923 vedla opravy státní dómská stavební huť. K poškození stavby a její statiky došlo během bombardování za druhé světové války. V letech 1954-1958 musely být obě západní věže staticky zajištěny a opraveny. Následovala generální rekonstrukce.

## Architektura
Jde o jedinou trojlodní baziliku s dvouvěžím v průčelí na západní straně, s pětibokým závěrem s chórem a s kompletním vnějším opěrným systémem v jižním Německu, postavenou přesně podle vzoru klasických francouzských katedrál. Dochovala se také velká část kamenické dekorace a šest gotických soch. Ze severní strany přiléhá křížová chodba s dvojicí dvorů a s románskou centrální kaplí Všech svatých, směrem na severozápad stojí budova biskupského dvora.

## Interiér

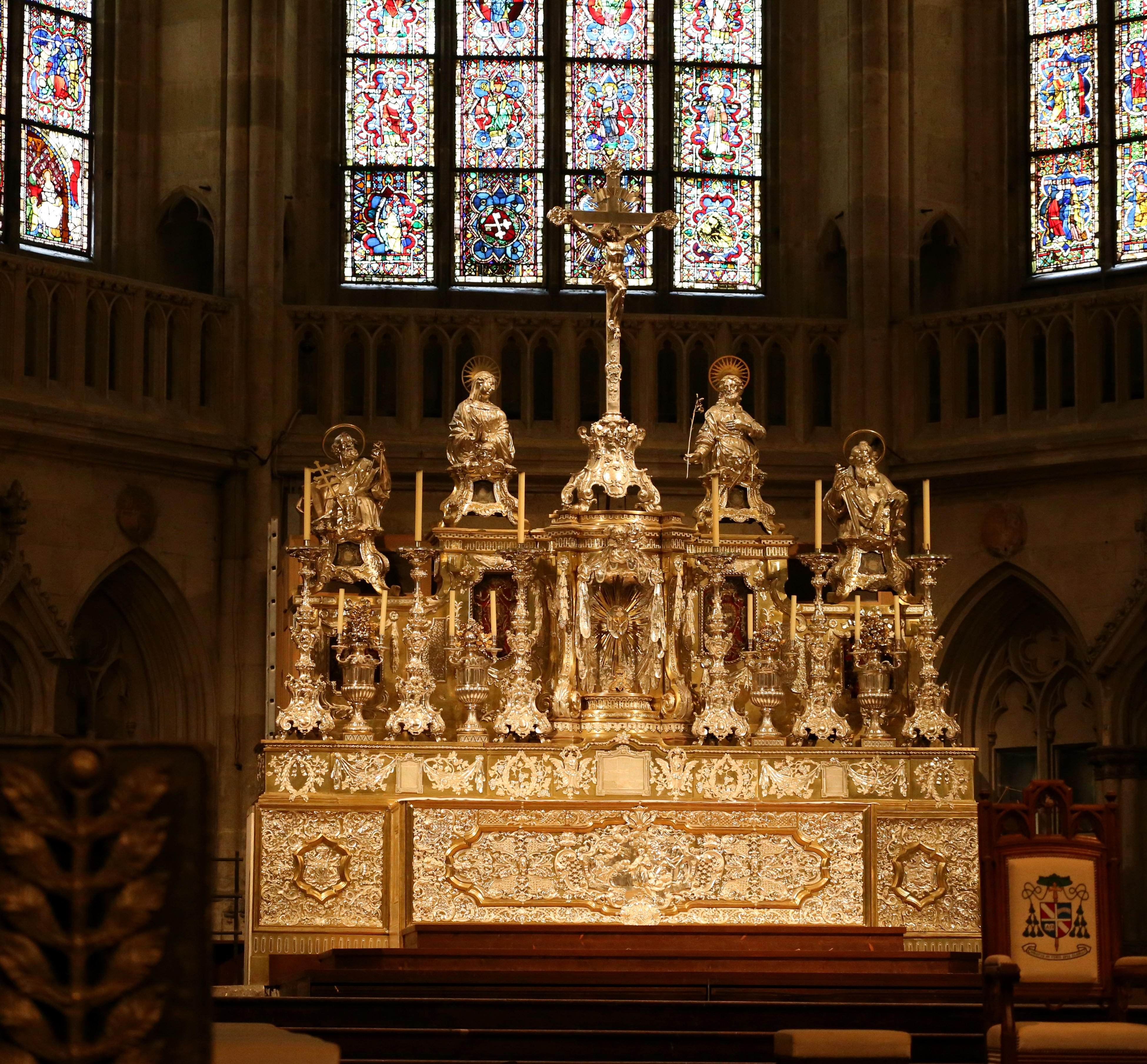
Hlavní barokní oltář

- Stříbrný hlavní oltář s relikviářovými polofigurami Panny Marie a sv. Josefa, raně barokní práce augsburských zlatníků z let 1695-1696; další části: antependium s reliéfem sv. Jana Nepomuckého z roku 1731, relikviářové polofigury sv. Petra a Pavla z roku 1764, šest stříbrných svícnů z let 1769-1787; tabernákl a vázy z let 1784-1785.
- Navštívení - sousoší Panny Marie a sv. Alžběty v severní boční lodi, gotické z let 1280-1310
- Zvěstování - gotické sochy archanděla a Panny Marie v křížení, na baldachýnech západních pilířů, od Mistra Erminolda, kolem roku 1370
- Jezdecké sochy sv. Jiří a sv. Martina na pilířích, kolem 1325
- Sochy apoštolů sv. Petra a sv. Pavla na pilířích, 1340-75
- Ciboriový oltář v severním chóru - gotická kamenná věž z doby kolem roku 1430
- Kamenná studna s rumpálem, kropenkami a s portálem v jižní příčné lodi - pozdně gotické z 15. století
- Sklomalba Smrt a Nanebevzetí Panny Marie na okně jižní strany hlavního chóru - gotické z doby kolem 1370
- Sklomalby ve 21 oknech navrhl Josef Obereger
- Kamenný portrét připomínající zdejšího biskupa, papeže Benedikta XVI.

## Gotické sochy

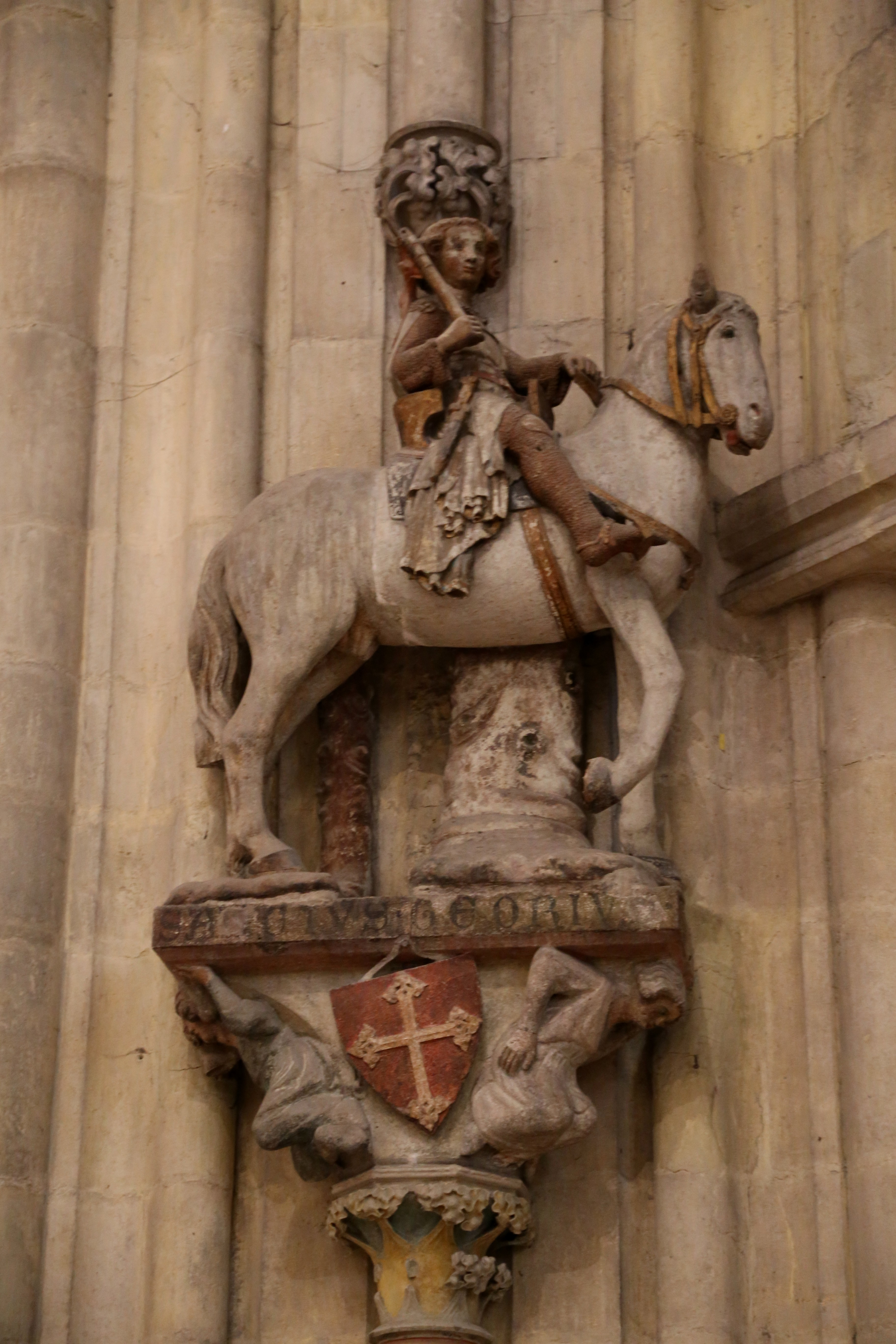
Sv. Jiří (1325)
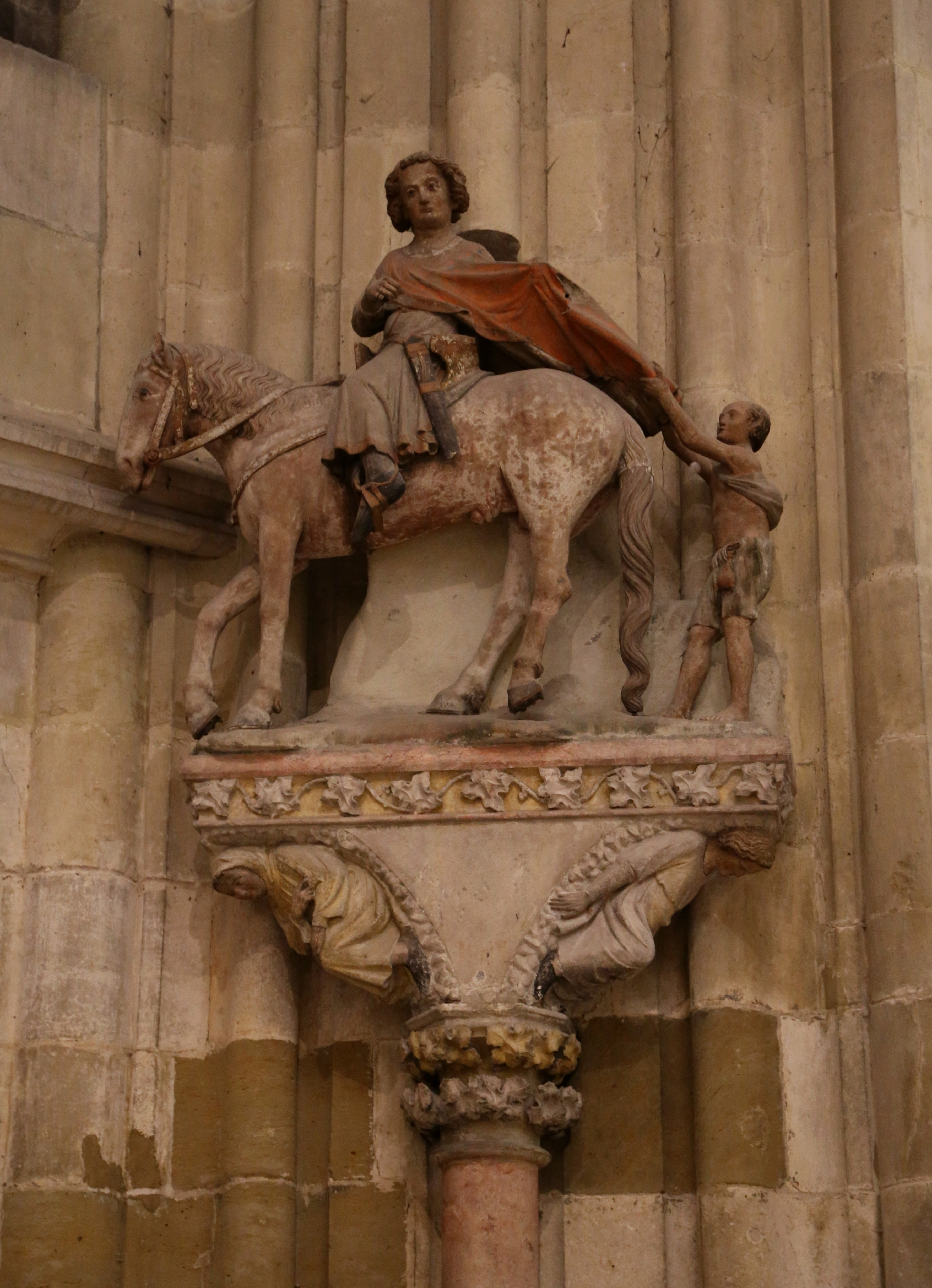
Sv. Martin (1325)
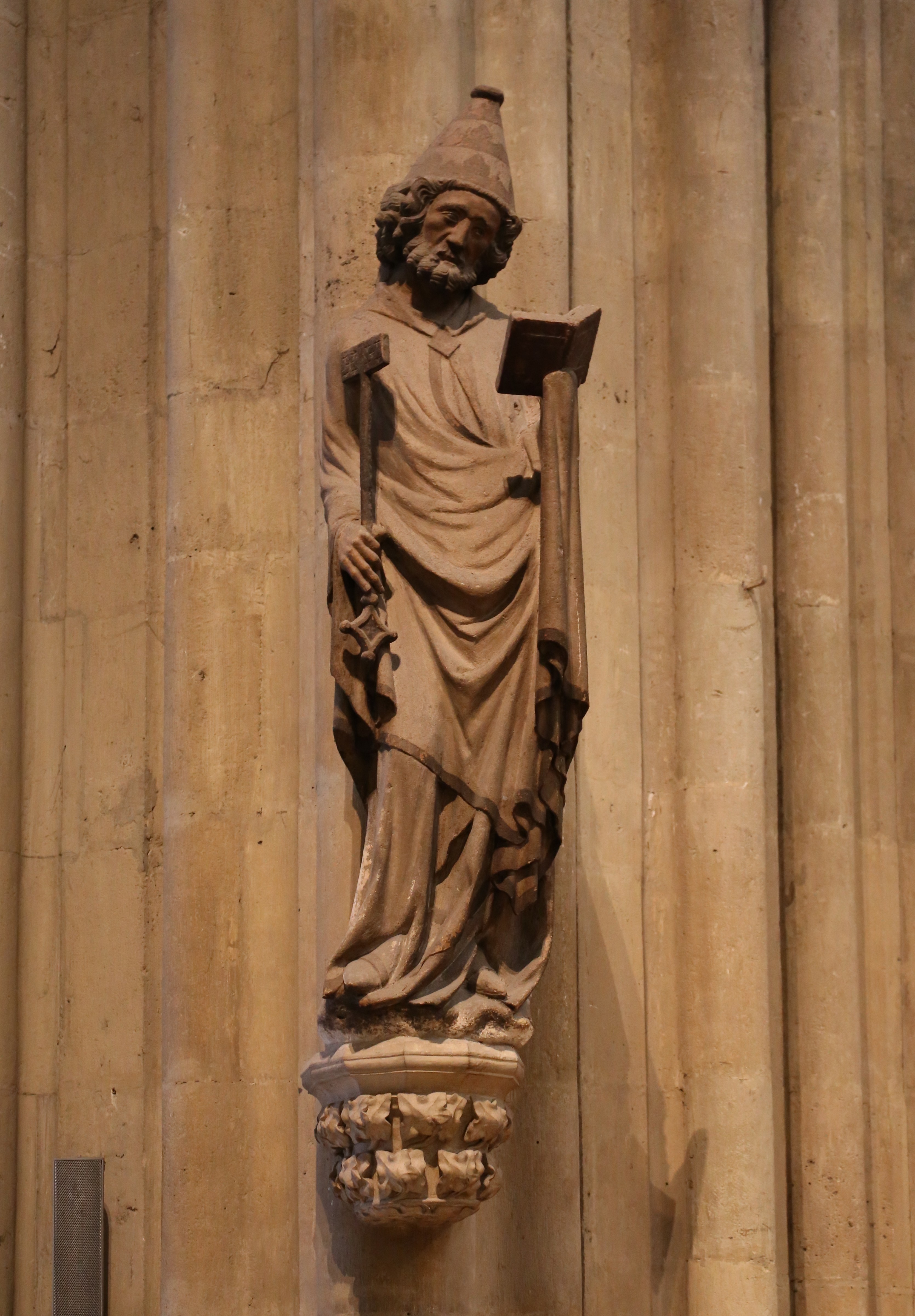
Sv. Petr
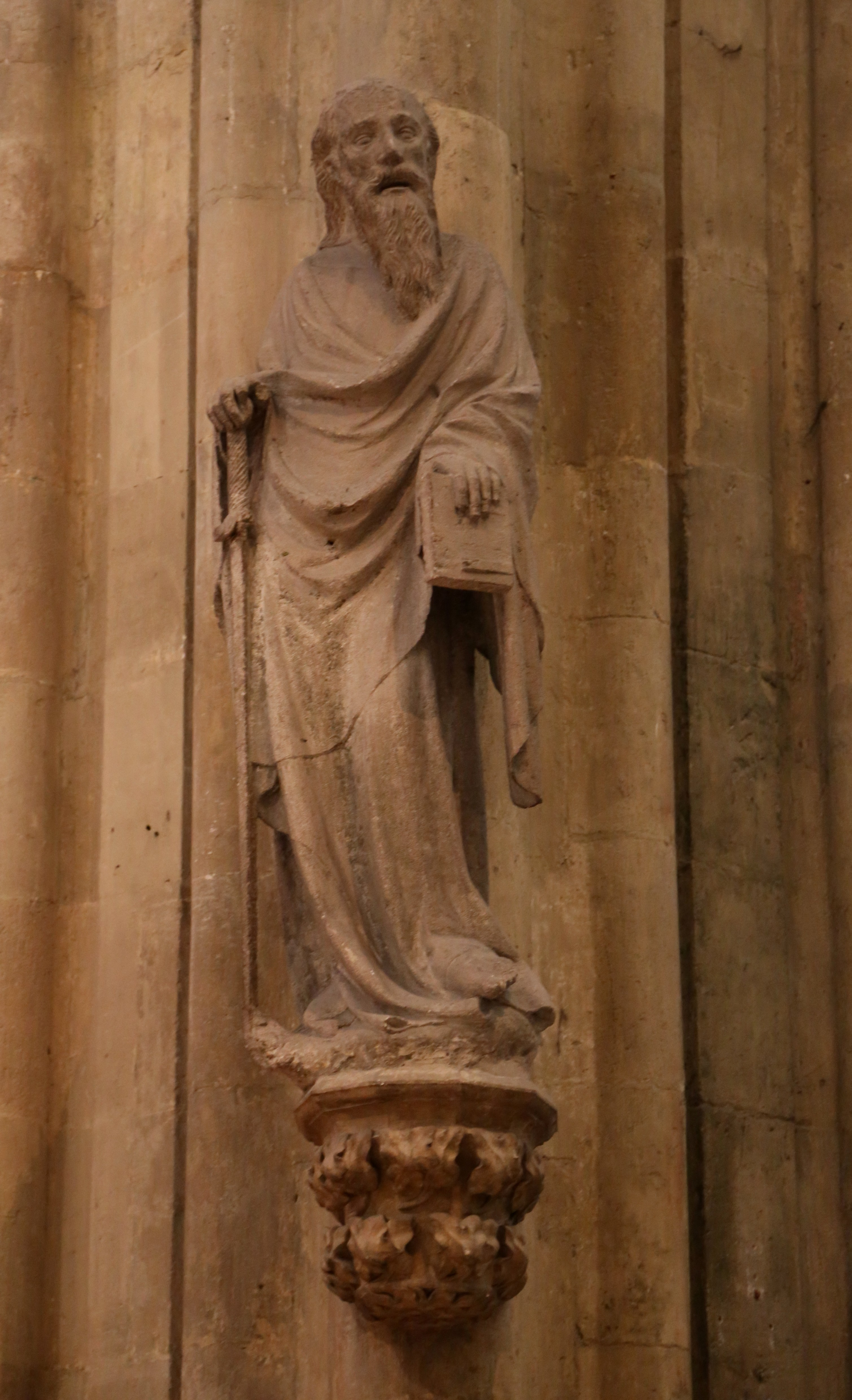
Sv. Pavel (1370-1375)
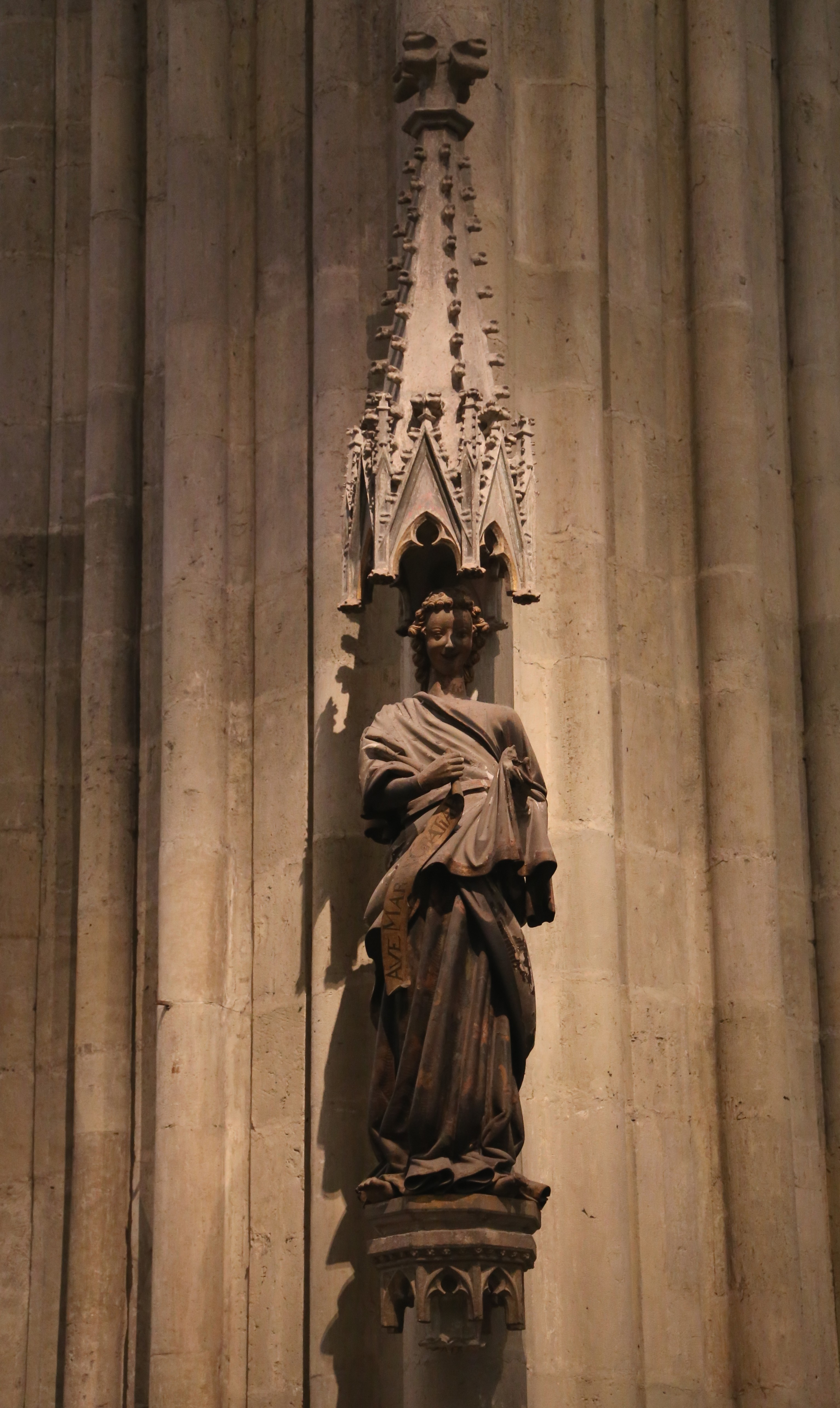
Archanděl Gabriel a
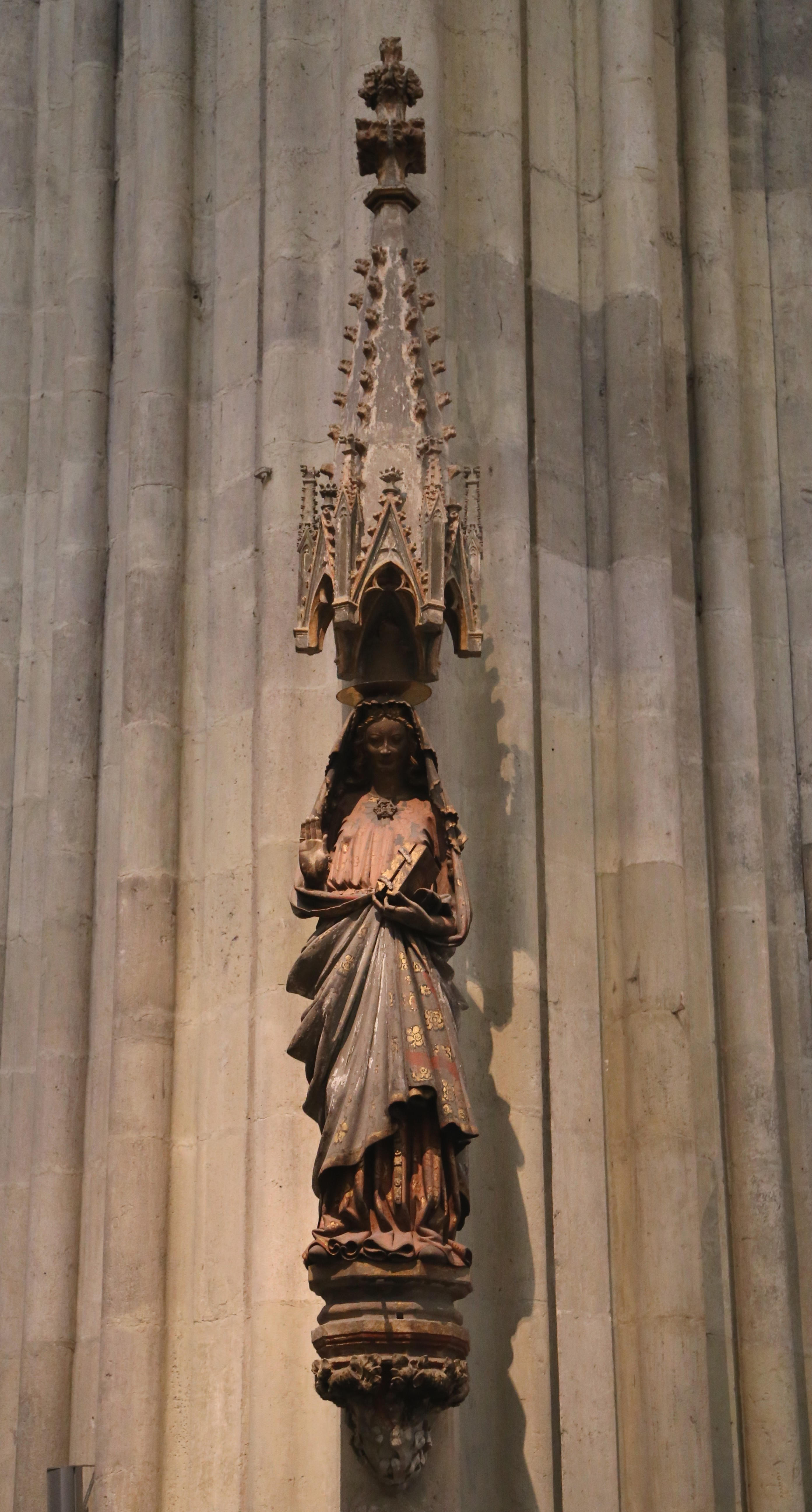
P. Marie ze Zvěstování (1280)
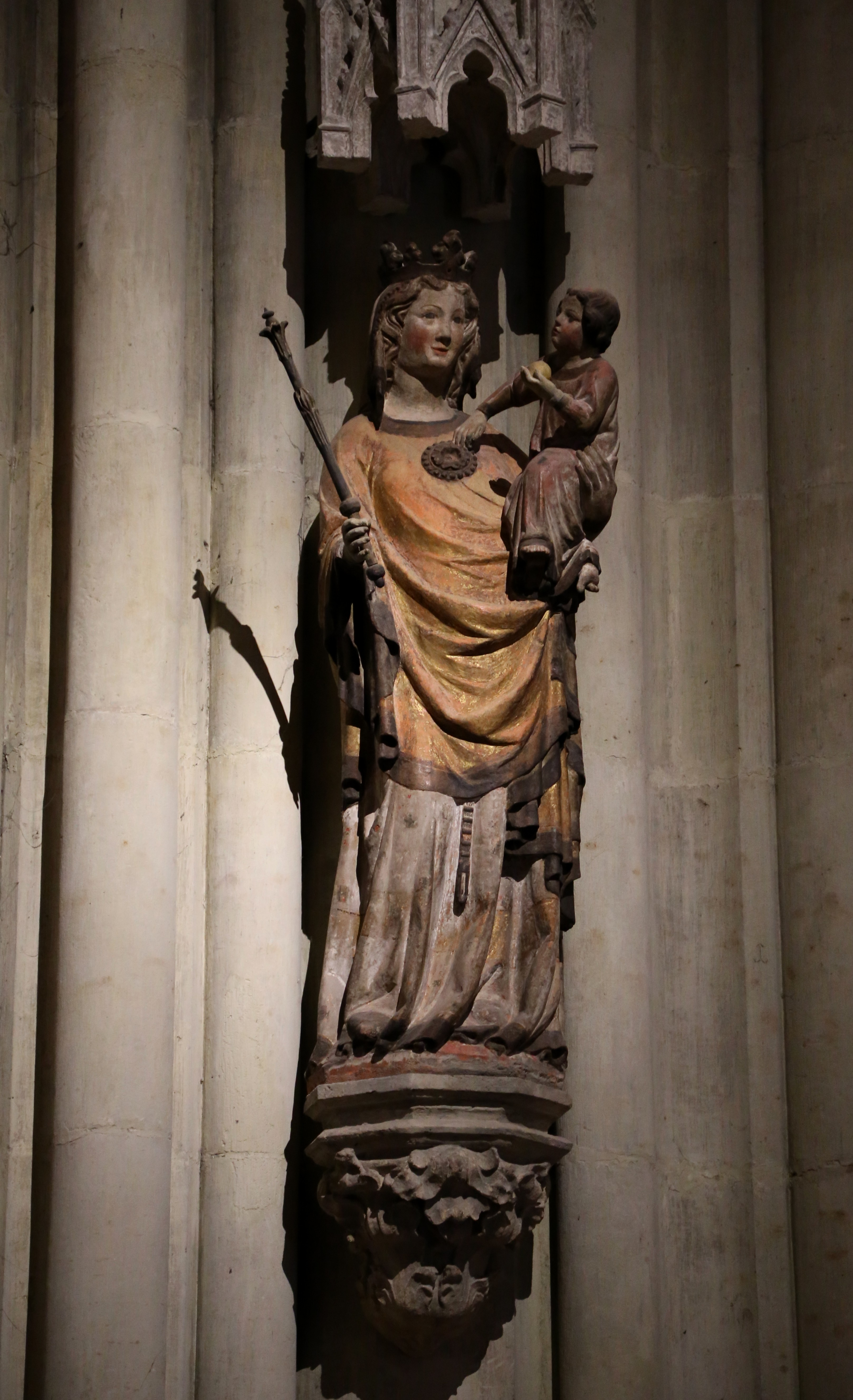
P. Marie s dítětem (1325)